# Laurent Justinien
Saint Laurent Justinien (en italien, Lorenzo Giustiniani) (né le 1er juillet 1380 à Venise et mort le 8 janvier 1456 dans la même ville) est un religieux catholique italien du XVe siècle, qui fut évêque de Castello et le premier patriarche de Venise. Considéré comme un grand réformateur, il a écrit d'importants ouvrages mystiques. Il est commémoré le 8 janvier selon le Martyrologe romain.

## Biographie
Né le 1er juillet 1380, jour de l'entrée triomphale du doge Contarini à Chioggia, Giovanni Giustiniani rejoignit à l'âge de 19 ans les chanoines séculiers de Saint-Georges de l'île d'Alga où il prendra le nom de Lorenzo. Il en sera le supérieur général, ultérieurement.
Ordonné prêtre en 1406, il est nommé évêque de Castello le 12 mai 1433 par le Pape Eugène IV, ceci contre sa volonté.
Toute sa vie, il s'efforça de promouvoir la réforme de l'Église, tout en vivant dans une grande austérité. Il travaillait sans relâche à la pastorale, s'adonnait avec ferveur aux activités spirituelles, et déléguait les tâches administratives. 
On lui doit de nombreux écrits, dont par exemple : 
- Divinum Incendium amoris
- De Casto connubio
- De compunctione et complanctu (v. 1428-1429)
- Synodicon Giustiniani (1438)

Quand Nicolas V déplaça le Patriarcat à Venise (réunifiant ainsi trois diocèses antérieurs), Laurent fut nommé à ce poste le 8 octobre 1451, qu'il occupa jusqu'à sa mort, le 8 janvier 1455.
Il repose dans la Basilica San Pietro di Castello à Venise (ces restes sont dans le Maître-autel).
Il fut canonisé le 16 octobre 1690 par le Pape Alexandre VIII. Il est fêté le 5 septembre (ou le 8 janvier, selon les sources).

## Citations
« Vaillants lutteurs, soldats du Roi éternel, regardez donc le côté, les mains, les pieds du Sauveur ; ils sont ouverts, ne craignez pas d'entrer. À l'intérieur l'étendue est immense, les délices inexprimables, les parfums embaument les sens de l'âme, le repos est absolu. Faites-en l'expérience ; voyez combien il est doux et suave, combien il est sûr d'habiter dans le côté de Jésus »
« Il faut éviter les affaires trop compliquées. Il y a toujours du démon dans les complications. »
« La véritable science tient dans ces deux propositions : Dieu est tout. Je ne suis rien ! »

## Iconographie
Saint Laurent Justinien a été représenté par plusieurs peintres :
- Le Pordenone :
  - Saint Laurent Giustiniani et autres saints (1532) - Gallerie dell'Accademia de Venise
  - Saint Laurent Giustiniani et deux moines, avec d'autres saints (1532) - Galleria dell'Accademia de Florence
- Gentile Bellini
  - Le Bienheureux Laurent Justinien - Gallerie dell'Accademia de Venise

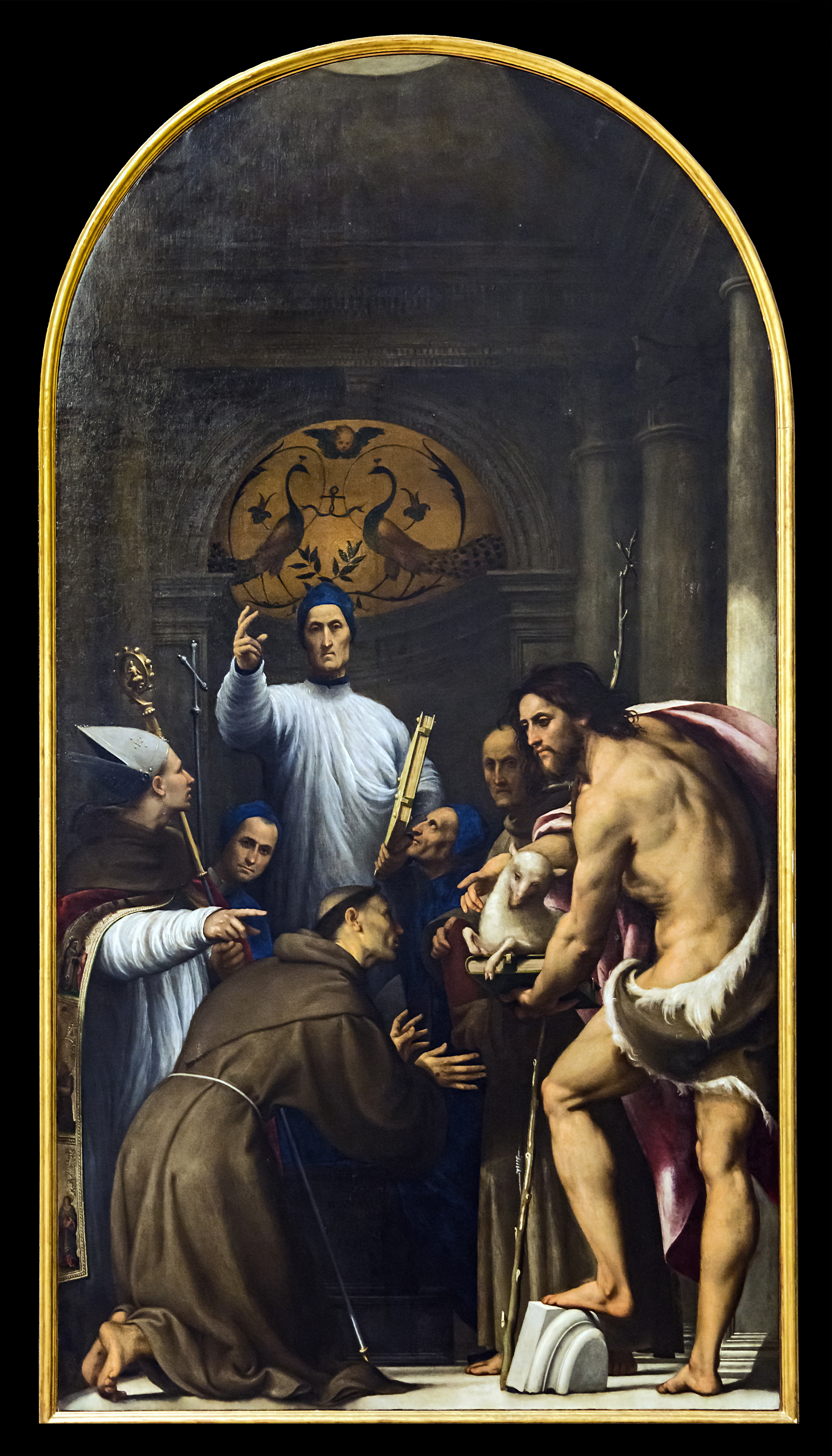
Saint Laurent Giustiniani et autres saints Gallerie dell'Accademia de Venise.
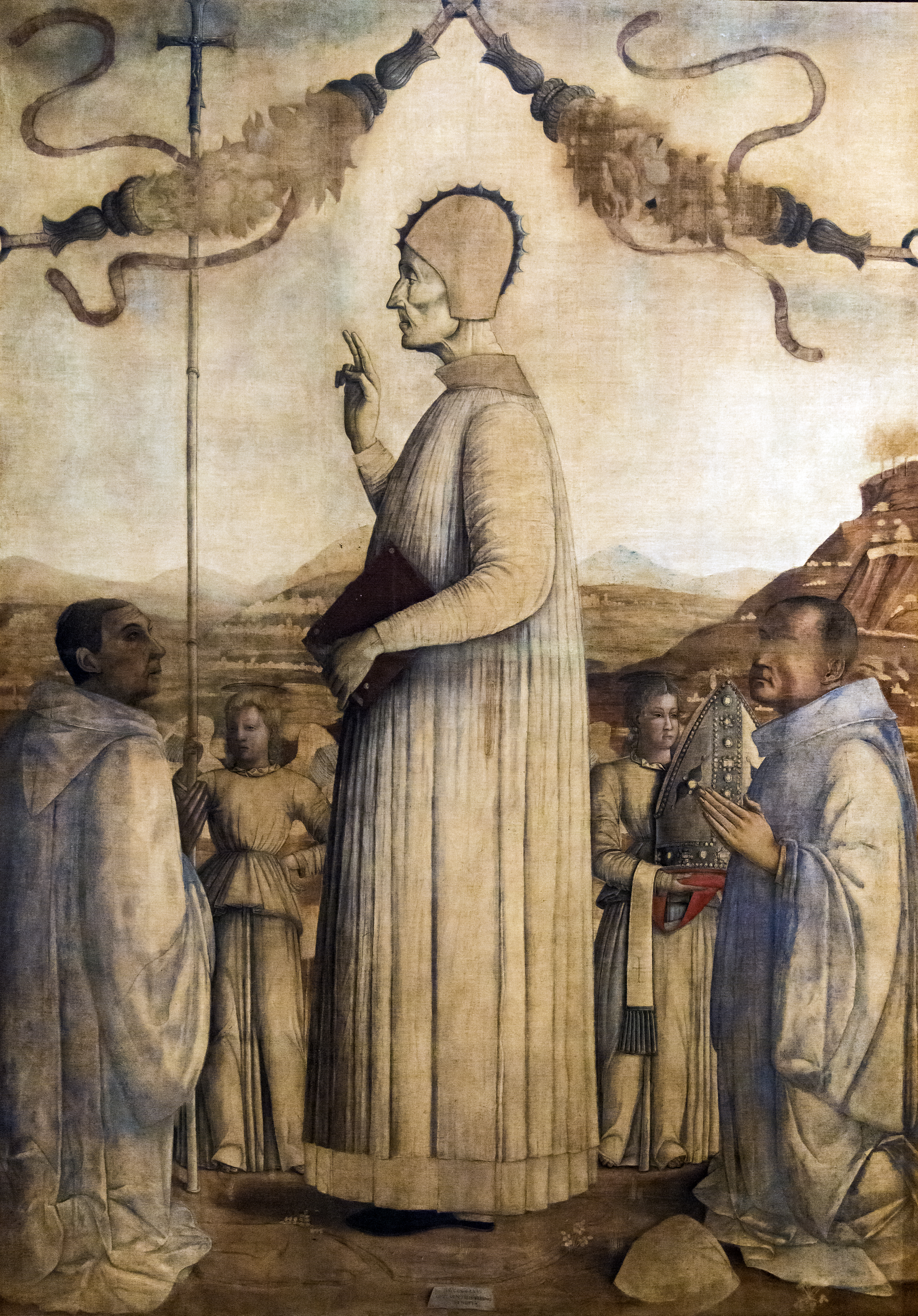
Laurent Justinien. 1465.  Gallerie dell'Accademia, Venise,  Gentile Bellini.
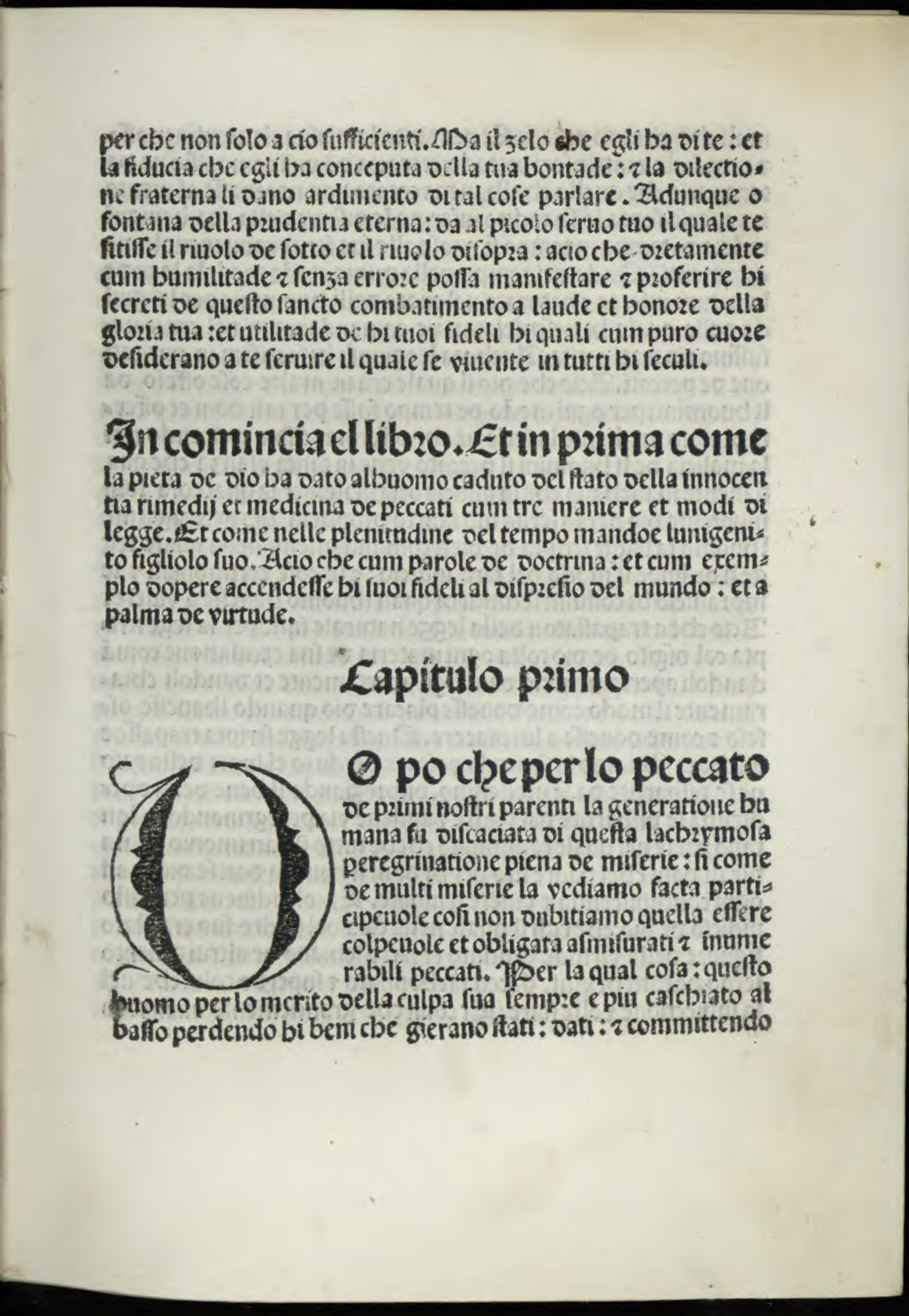
De disciplina et perfectione monastica conversationis.

## À noter
Il existe actuellement plusieurs monastères Justiniens qui se réclament de Laurent Justinien, dont les Religieuses Justiniennes du monastère de l'Immaculée à Onil en Espagne.